# Eohippus angustidens
L'eoippo (Eohippus angustidens) è un mammifero erbivoro estinto, appartenente ai perissodattili. Visse nell'Eocene inferiore (circa 50 milioni di anni fa) e i suoi resti fossili sono stati ritrovati in Nordamerica. È considerato uno degli equidi più antichi. 

## Descrizione
Questo animale era alto meno di mezzo metro e non assomigliava molto a un cavallo: il dorso era arcuato, il muso era breve, le zampe erano corte, la coda ancora lunga. La dentatura era adattata a brucare foglie. Le zampe erano flessibili ed erano strutturate in modo tale da poter essere ruotate: tutte le ossa erano presenti e separate fra loro. La zampa anteriore era dotata di quattro dita, mentre quella posteriore ne possedeva tre. Eohippus era un animale digitigrado, con piccoli zoccoli sulle falangi terminali delle dita. I denti erano a corona bassa; il quarto premolare e il terzo molare possedevano le cuspidi collegate da basse creste.

## Classificazione
Nel 1876, in Nordamerica, Othniel Charles Marsh rinvenne uno scheletro completo di un piccolo mammifero, che attribuì a un nuovo genere e a una nuova specie, Eohippus validus (ovvero "cavallo dell'aurora").
L'anno precedente, Edward Drinker Cope aveva descritto alcuni resti fossili di un altro mammifero, che aveva attribuito a un genere già conosciuto in precedenza in Europa, Hyracotherium, Quest'ultimo era stato descritto nel 1841 da Richard Owen sulla base di fossili incompleti ritrovati in Inghilterra. Cope istituì una nuova specie per la forma americana, Hyracotherium angustidens. Successivamente, le similitudini tra Eohippus e l'Hyracotherium di Owen non passarono inosservate, e vennero formalmente ufficializzate nel 1932 in un articolo di Clive Forster Cooper. La specie Eohippus angustidens venne quindi riclassificata come Hyracotherium angustidens. Molti altri equidi nordamericani primitivi vennero in seguito attribuiti al genere Hyracotherium. 

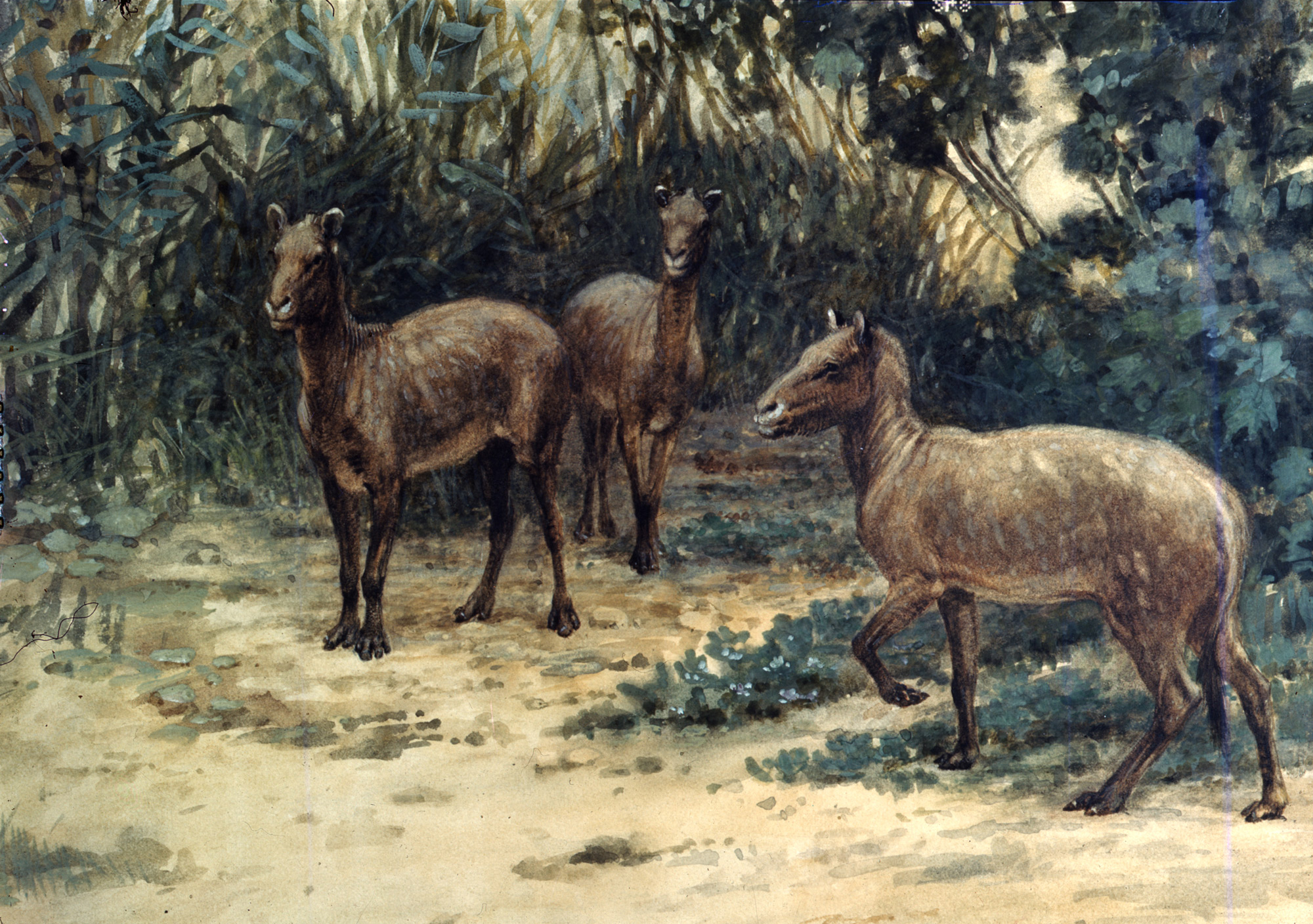
Ricostruzione di Eohippus effettuata da Charles R. Knight

Ricerche più recenti (Froehlich, 2002) hanno indicato tuttavia che queste sinonimie non sarebbero corrette. Il genere Hyracotherium, infatti, sarebbe monotipico (con la sola specie originaria, H. leporinum dell'Europa) e non sarebbe nemmeno un vero e proprio equide, ma uno dei primi rappresentanti di un lignaggio affine, noto come paleoteridi (Froehlich, 2002). I primi rappresentanti degli equidi veri e propri vanno ricercati tra animali simili, come Pliolophus. Lo studio di Froehlich, inoltre, re-istituiva numerosi generi, considerati viva via più evoluti sulla linea evolutiva degli equidi, come Xenicohippus, Pliolophus, Protorohippus e, ovviamente, Eohippus. Altri generi, come Systemodon e lo stesso Hyracotherium, sono stati considerati appartenenti ad altre linee evolutive di perissodattili. La specie Eohippus validus, nel frattempo, era stata riconosciuta identica alla specie descritta da Cope, Hyracotherium angustidens: il risultato di questa complessa classificazione fu che la specie tipo di questo animale venne denominata Eohippus angustidens.

## Curiosità
Nei testi scolastici e nei libri divulgativi, Eohippus è generalmente descritto come un animale "della taglia di un piccolo fox terrier". Questa inusuale analogia, ripetuta più volte, è stata ritenuta così curiosa che Stephen Jay Gould scrisse un saggio su di essa (The Case of the Creeping Fox Terrier Clone [Il caso del clone strisciante di Fox Terrier]) nel quale discute il problema del plagio nei libri di testo.